# Giochi istmici

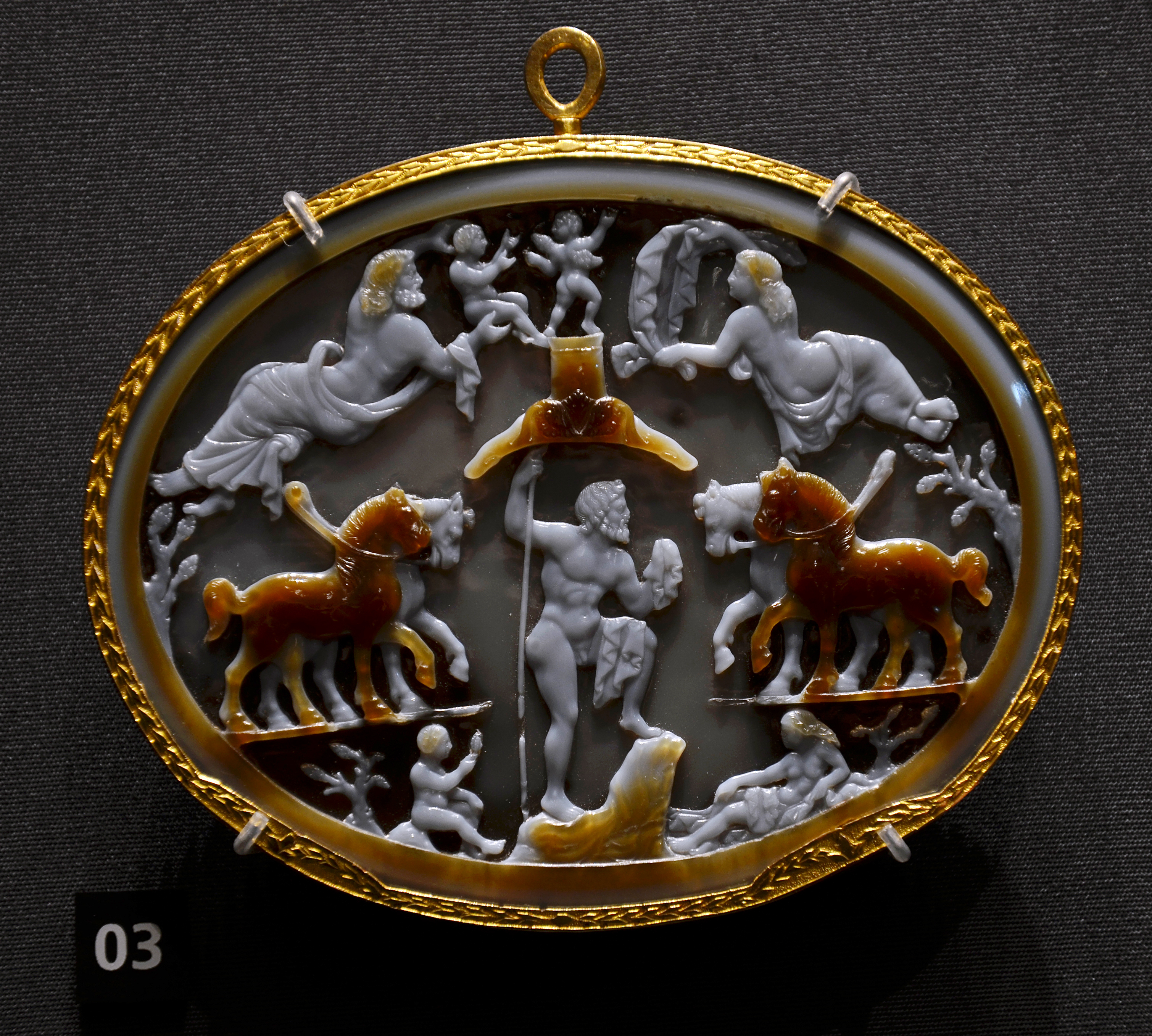
Cameo di Poseidone rappresentato come il patrono dei Giochi istmici.

I giochi istmici, istituiti nel 582 a.C. in onore di Poseidone e del Dio Palemone, si svolgevano in un'area boschiva a sud est dell'istmo di Corinto e sotto la supervisione dell'omonima città; comprendevano gare ginniche, di lotta e ippiche. Queste ultime avevano una particolare importanza essendo il cavallo l'animale sacro a Poseidone. Solo nel periodo ellenistico, furono aggiunti gli agoni musicali in un apposito teatro. Erano presenti anche delle gare svolte in mare, simili a regate. Il vincitore riceveva in premio una corona di aghi di pino. Si svolgevano ogni due anni nel secondo e nel quarto anno dell'Olimpiade, nel periodo compreso tra aprile e maggio. 
Erano i giochi più solenni dopo quelli di Olimpia per numero di concorrenti e per afflusso di popolo. Inoltre la particolare posizione geografica della sede delle gare, presso la città di Corinto, contribuì a dare ai Giochi istmici un carattere più aperto socialmente, particolarmente festoso e talvolta anche caotico.
Non disponiamo di numerose fonti storiche che permettano di descrivere lo svolgimento delle attività agonistiche: lo stesso Pausania il Periegeta, che dedica ben due libri ai giochi di Olimpia, non descrive questi; la maggior parte delle informazioni giungono invece da resti archeologici di edifici e offerte votive al dio protettore. 
Il primo stadio adatto ad ospitare queste attività agonistiche risale tra il VII e il VI secolo a.C.; venne però presto sostituito da una struttura più capiente, localizzata presso un fiume il cui corso venne artificialmente modificato e fatto scorrere sottoterra. I gradini della struttura erano sprovvisti di sedute, tranne quelli vicino alla partenza, ai quali i sedili vennero aggiunti in un secondo momento. La pista era lunga m 181,15 e si allargava nella parte centrale.
Tradizionalmente, erano aperti con un corteo votivo davanti all'altare di Poseidone e con sacrifici. Un altro rito si svolgeva di notte nella cripta di un piccolo tempio appositamente allagato, sotto la supervisione di sacerdoti. La cerimonia di chiusura consisteva in un sacrificio.

## Tregua istmica
Prima dell'inizio dei giochi veniva promulgata una tregua a Corinto per concedere agli atleti il passaggio sicuro attraverso la Grecia. Nel 412 a.C., anche se c'era la guerra tra Atene e Corinto, gli Ateniesi furono invitati comunque ai giochi.